# Скарлыгин, Валерий Алексеевич
Валерий Алексеевич Скарлыгин (род. 1939) — советский футболист, вратарь. Мастер спорта СССР.

## Биография
Начал выступать на взрослом уровне в 1956 году в команде «Металлург» (Сталинград) в соревнованиях коллективов физкультуры. В 1957 году со своей командой стал чемпионом РСФСР среди КФК. В 1958 году сыграл 20 матчей в классе «Б».
В 1959 году перешёл в ростовский СКА (команда в том сезоне носила название СКВО). Дебютный матч в классе «А» сыграл 16 мая 1959 года против ленинградского «Зенита». В 1960 году вместе с командой участвовал в турне в Турцию, где СКА сыграл 4 матча с клубами и сборной страны. Основным игроком армейской команды стать не смог, сыграв за три с половиной сезона 26 матчей в высшей лиге.
После ухода из СКА выступал в классе «Б» и второй группе класса «А» за «Шахтёр» (Шахты), волгоградский «Трактор» и «Ростсельмаш».
Дальнейшая судьба неизвестна.